# جيراردو مارتينيز
جيراردو مارتينيز (بالإسبانية: Gerardo Martínez) هو لاعب كرة قدم أرجنتيني، ولد في 11 أبريل 1981 في مورينو في الأرجنتين. لعب مع ديبورتيفو مورون ‏.

## وصلات خارجية
- جيراردو مارتينيز على موقع قاعدة بيانات كرة القدم.إي يو (الإنجليزية)
- جيراردو مارتينيز على موقع Soccerway.com (الإنجليزية)